# Episodi di El Vato (prima stagione)
La prima stagione della serie televisiva El Vato, composta da 10 episodi, è stata trasmessa negli Stati Uniti sulla rete via cavo NBC Universo in contemporanea con il canale Telemundo dal 17 aprile al 19 giugno 2016.
In Italia, la stagione è stata interamente pubblicata sul servizio on demand Netflix il 25 ottobre 2016.
| nº | Titolo originale                | Titolo italiano                    | Prima TV USA   | Pubblicazione Italia |
| -- | ------------------------------- | ---------------------------------- | -------------- | -------------------- |
| 1  | El Wolf de Hollywood Hills      | Il lupo di Hollywood Hills         | 17 aprile 2016 | 25 ottobre 2016      |
| 2  | Happy birthday Mr. Lobo         | Buon compleanno, signor Lolo       | 24 aprile 2016 | 25 ottobre 2016      |
| 3  | Movimiento Alternado            | Narcocorridos                      | 1º maggio 2016 | 25 ottobre 2016      |
| 4  | ¿Tienes talento?                | Il talent show                     | 8 maggio 2016  | 25 ottobre 2016      |
| 5  | Cougars, yeguas y video         | Panterone, cavallo e video         | 15 maggio 2016 | 25 ottobre 2016      |
| 6  | Secretos                        | Segreti                            | 22 maggio 2016 | 25 ottobre 2016      |
| 7  | El corrido de Chino Prison      | La ballata della prigione di Chino | 29 maggio 2016 | 25 ottobre 2016      |
| 8  | El Vato vuelve a la cima        | Sulla cresta dell'onda             | 5 giugno 2016  | 25 ottobre 2016      |
| 9  | El Vato One on One              | Faccia a faccia con El Vato        | 12 giugno 2016 | 25 ottobre 2016      |
| 10 | Nuestros premios, nuestra gente | I nostri premi, la nostra gente    | 19 giugno 2016 | 25 ottobre 2016      |